# Wolinský idol

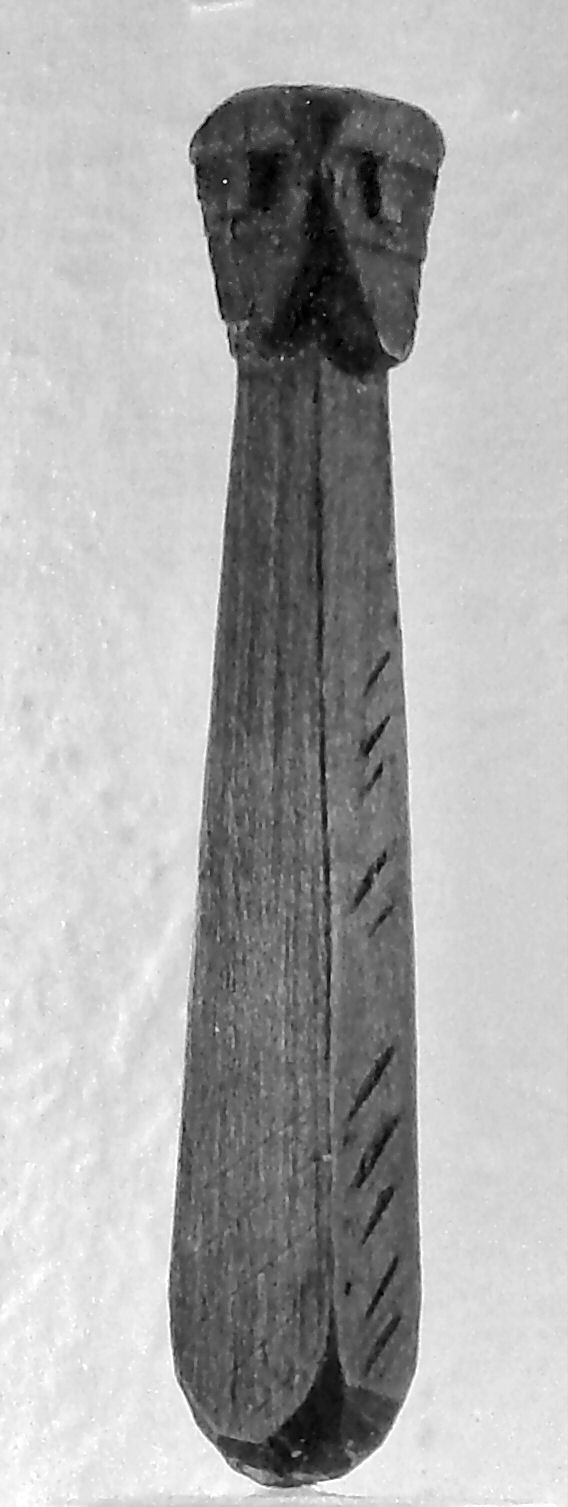
Wolinský idol

Wolinský idol, označovaný také jako Svantovít z Wolinu, je dřevěný kultovní předmět západních Slovanů z 9. nebo 10. století, který zřejmě sloužil k náboženským (kultovním) účelům a souvisel se starým slovanským náboženstvím. Název získal podle polského ostrova Wolin, kde byl v roce 1974 nalezen. Idol je z tisového dřeva, na každé ze stran je v horní části vyobrazena abstraktní lidská tvář. Měl být uschován v dutině stromu, kam ho mohli ukrýt vyznavači pohanského kultu.
Wolinský idol bývá ztotožňován s idolem čtyřhlavého boha Svantovíta z ostrova Rujána, který se ovšem nedochoval. Svantovít na Rujáně měl být vyobrazen se čtyřmi hlavami s vlasy, vousy a končetinami včetně atributu rohu hojnosti, který mu tamní pohanský velekněz pravidelně doléval vínem. Zda je wolinský idol místní podobou Svantovíta nebo nějakého jiného obdobného boha se čtyřmi tvářemi, není objasněno. Jak idol z Wolinu, tak Svantovít z Rujány, bývají dáváni do souvislosti také s kamenným idolem ze Zbruče, který zřejmě vyjadřuje něco zcela jiného.

## Popis

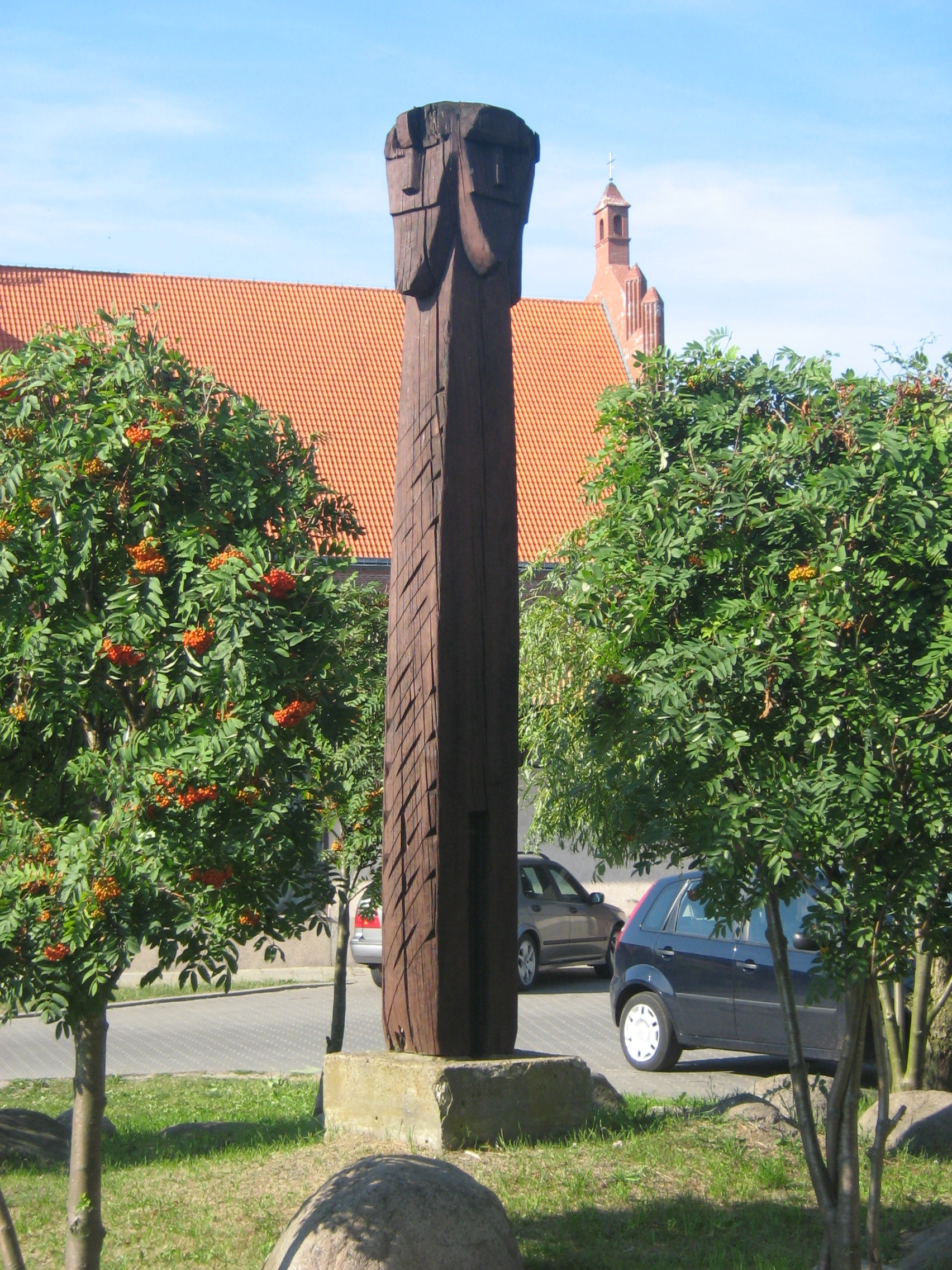
Replika idolu coby pomník ve městě Wolinu

V porovnání se slavnější Svantovítovou sochou je wolinský idol podstatně jednodušší: tváře jsou jen abstraktně naznačeny vystouplými rysy – nosem, čelem a bradou, nemají oči. Oba idoly mají společnou pouze čtyřhlavost. V dolní části je idol ozdoben kolmými rýhami.

## Výklad

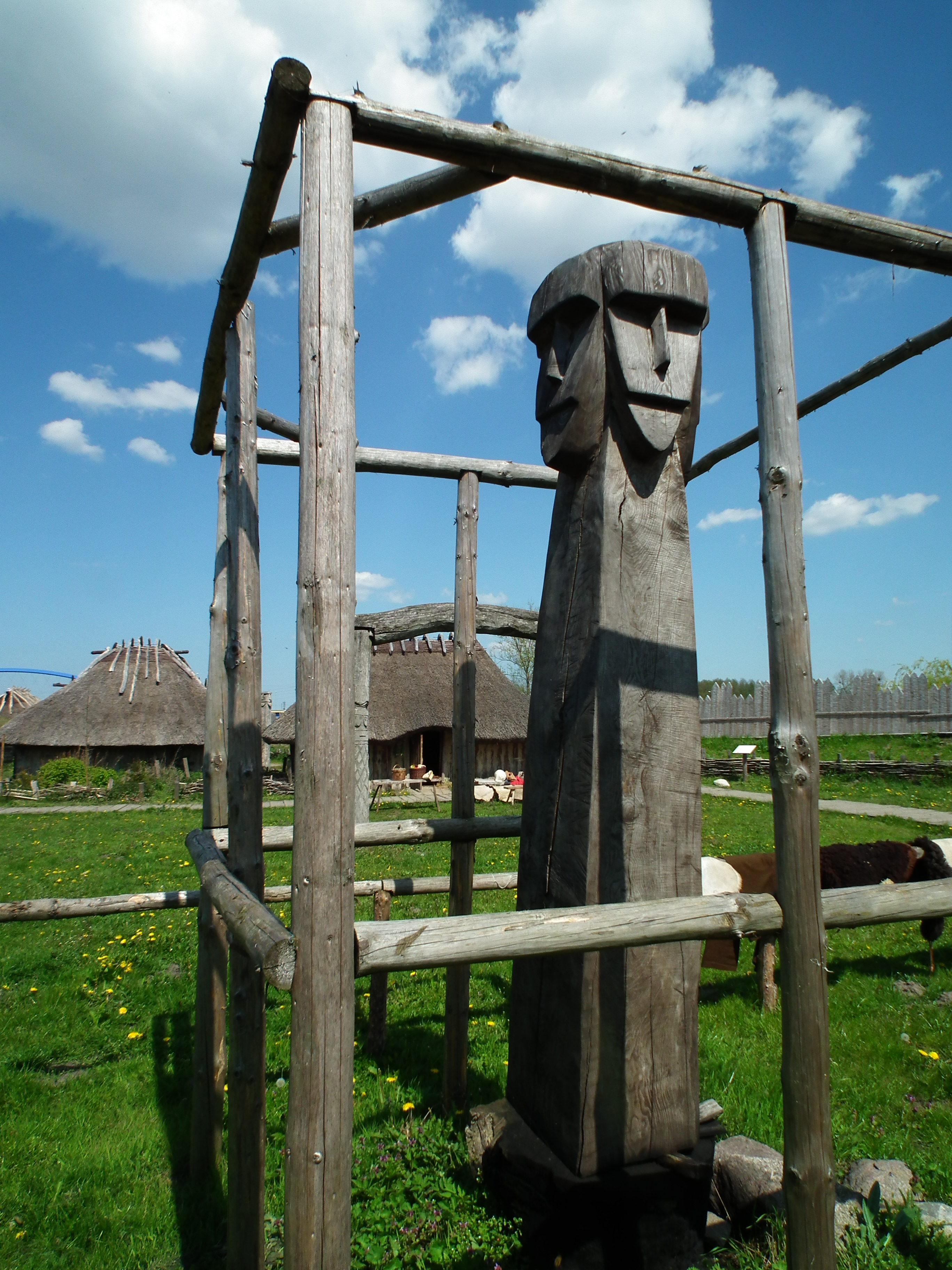
Replika idolu v Centru Slovanů a Vikingů na ostrově Wolinu

Čtyři tváře, každá otočená na jinou světovou stranu, mohou být symbolickým vyjádřením nejvyššího boha nebo (prvotního) praboha. Vyšší počet hlav mohl představovat symbolické zdůraznění moci boha. Vícehlavost na obrazech bohů je specificky indoevropská tradice, lze se s ní setkat v Indii viz čtyřhlavý bůh stvořitel Brahmá. Rýhy v dolní části bývají někdy vykládány jako symboly vlády nad dolním světem (podsvětím, říší mrtvých), což by znamenalo rozšíření okruhu jeho nadvlády. Pokud jde o Svantovíta, který mohl (nebo nemusel) být jeho přímým vzorem, byl to bůh válečný a hospodářský, který ovlivňoval výsledky bitev i příští úrodu. Atributy, které by wolinský idol přibližovaly Svantovítovým funkcím, chybí.